# Boris Brounov
Boris Sergueïevitch Brounov (en russe : Борис Сергеевич Брунов) né le 10 juin 1922 à Tbilissi et décédé le 2 septembre 1997 à Moscou, est un acteur, conférencier, metteur en scène, professeur d'art théâtral soviétique. Il fut artiste du Peuple de la RSFS de Russie, directeur du théâtre national de l'Estrade à Moscou de 1983 à sa mort.
Il est enterré au cimetière de Novodevitchi, à Moscou.